# エドワード・ミッチェル・バニスター
エドワード・ミッチェル・バニスター（Edward Mitchell Bannister、1828年11月2日 – 1901年1月9日）は、アメリカ合衆国の画家。19世紀末から20世紀の初めのアメリカ合衆国における風景画のスタイル「トーナリズム」の画家の一人とされる。

## 略歴
カナダ、ニューブランズウィック州、シャーロット郡のSaint Andrewsに生まれた。父親はバルバドス出身のアフリカ系アメリカ人であったとされている。父親は1832年に亡くなり、弟と母親に育てられた。靴屋で働いた後、1844年に母親もなくなり、白人の農園で働いた後船員になり1848年にボストンに定住した。1850年には床屋として働いていた記録が残されている 。
幼いころから絵の才能を示し画家になることを望んでいたが、当時、ボストンは奴隷解放運動の拠点であったが、アフリカ系アメリカ人が美術教育を受けることは困難であった。独学で絵の修行をし、アフリカ系アメリカ人として初めて医学教育を受けてボストンで医師として働いたJohn van Salee de Grasseらの支援を受け、彼らの肖像画を描き、奴隷解放運動の活動家たちと交流した。1853年に奴隷解放運動の活動家で美容師のクリスティアナ・カートゥー(Christiana Carteaux Bannister:1819-1902)と知り合い1857年に結婚した。妻の支援もあり、画家としての地位を高め、奴隷解放運動の活動家としても働いた。1869 年にロードアイランド州プロビデンスに移った。1876年にフィラデルフィアで開かれた独立百年祭博覧会の展覧会で賞を受賞し、全国的に知られるようになった。1880年にプロビデンス・アート・クラブProvidence Art Clubの創立会員になった。
「トーナリズム」のスタイルの風景画や肖像画を描いた。没後忘れられた画家となっていたが、1970年代になって、有色人種への差別の解消を求める運動の中で再評価される」ことになった。

## 作品

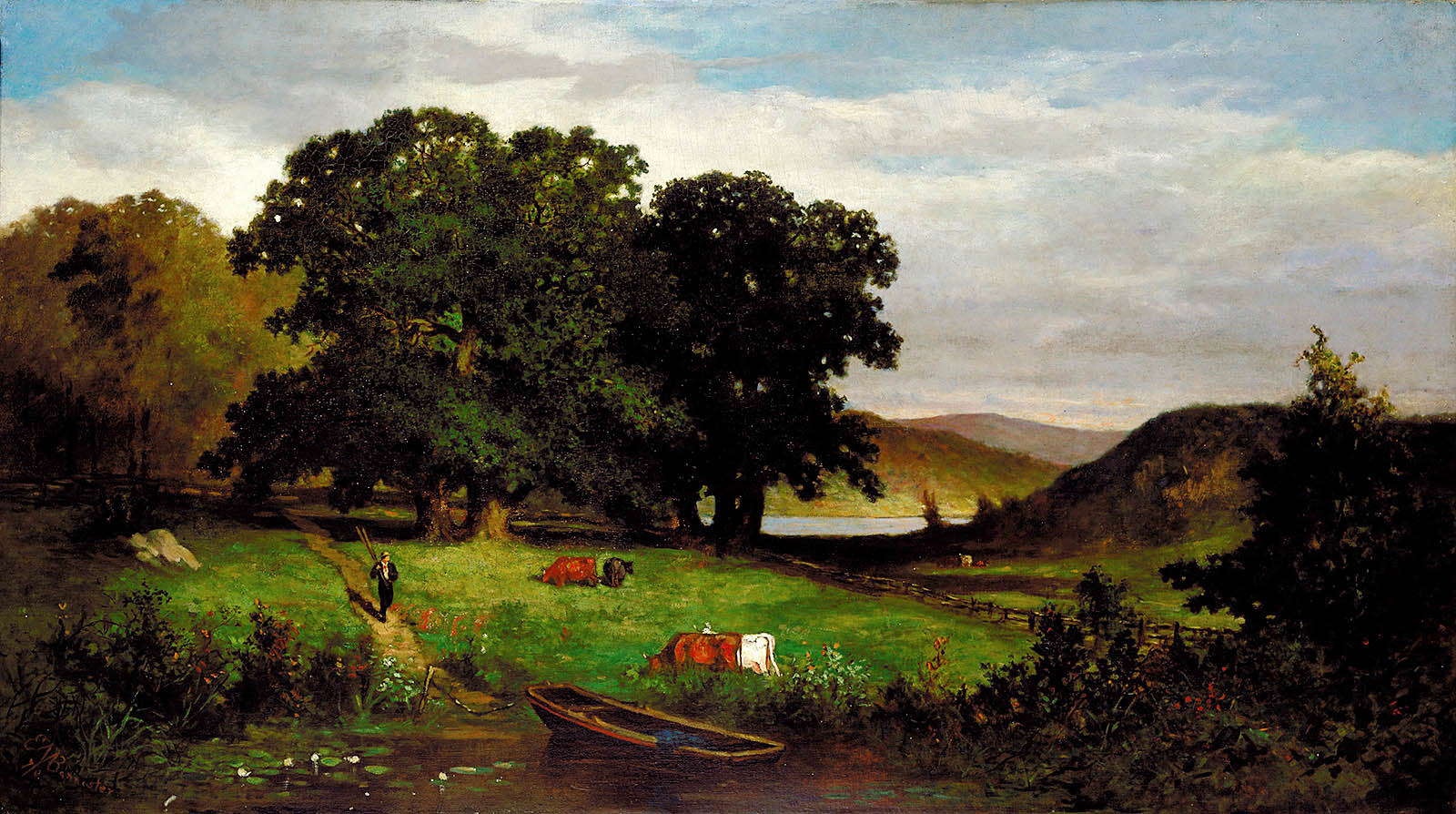
樫の木の林 (1876)
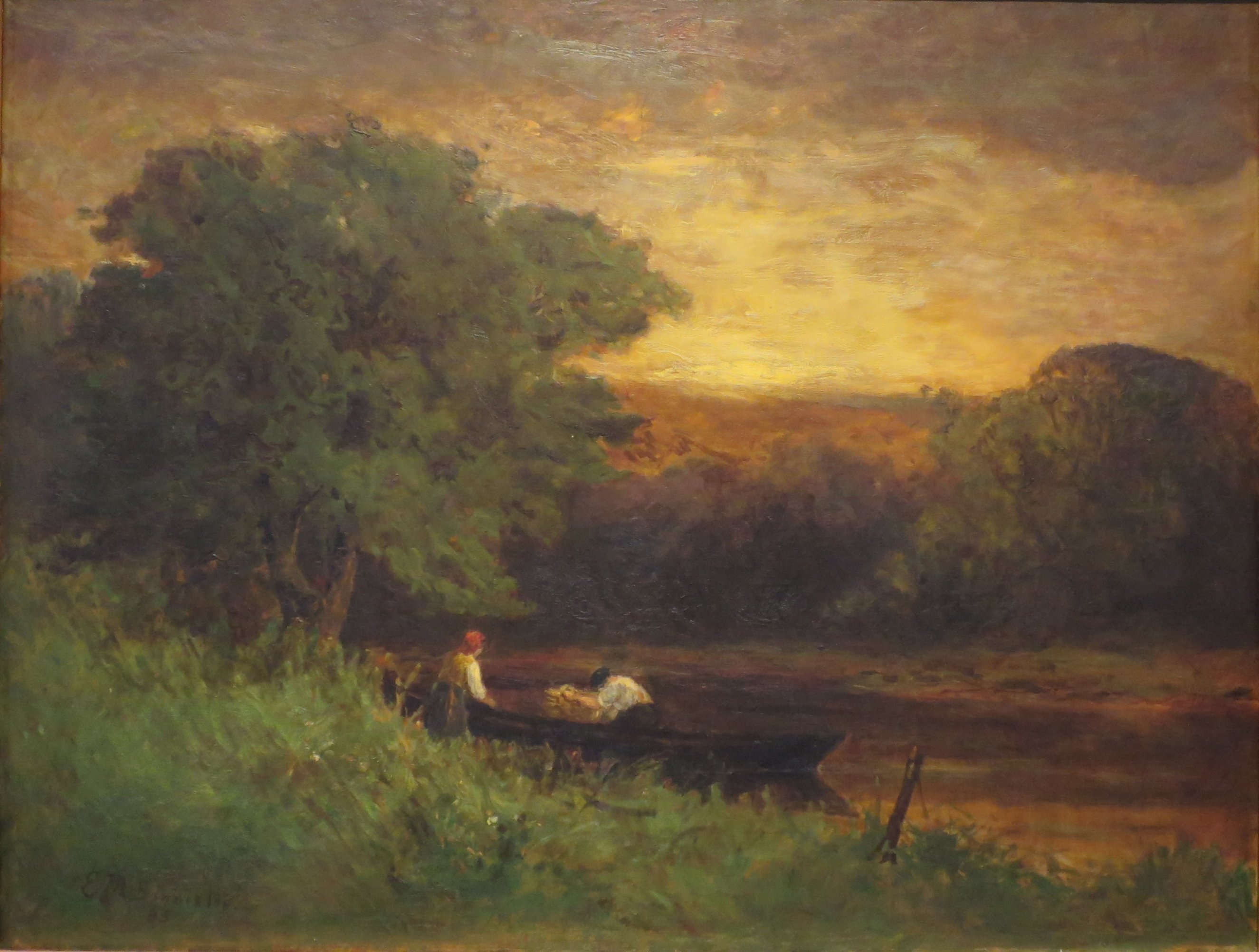
川の風景 (1883)
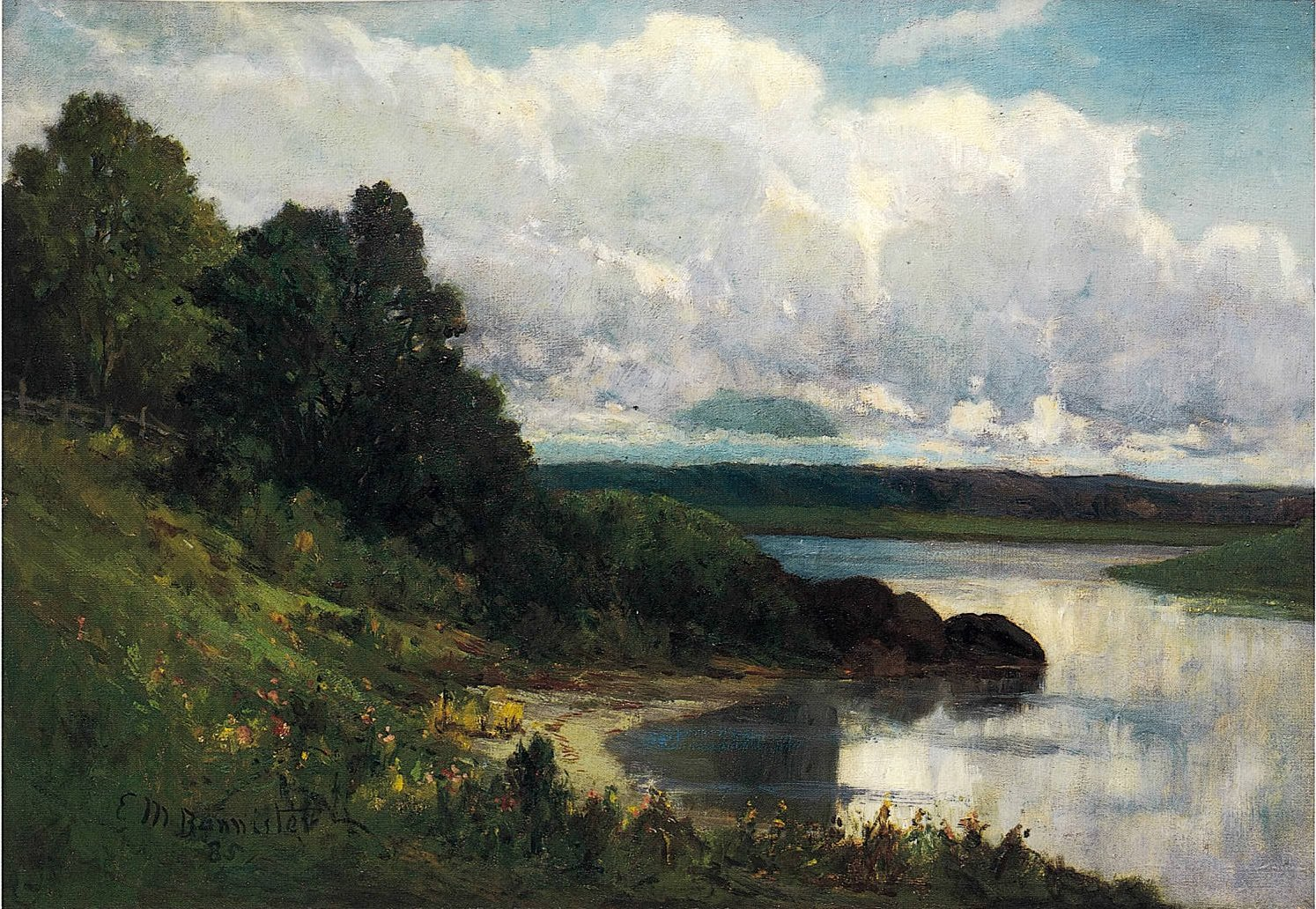
パーマー川 (1885)

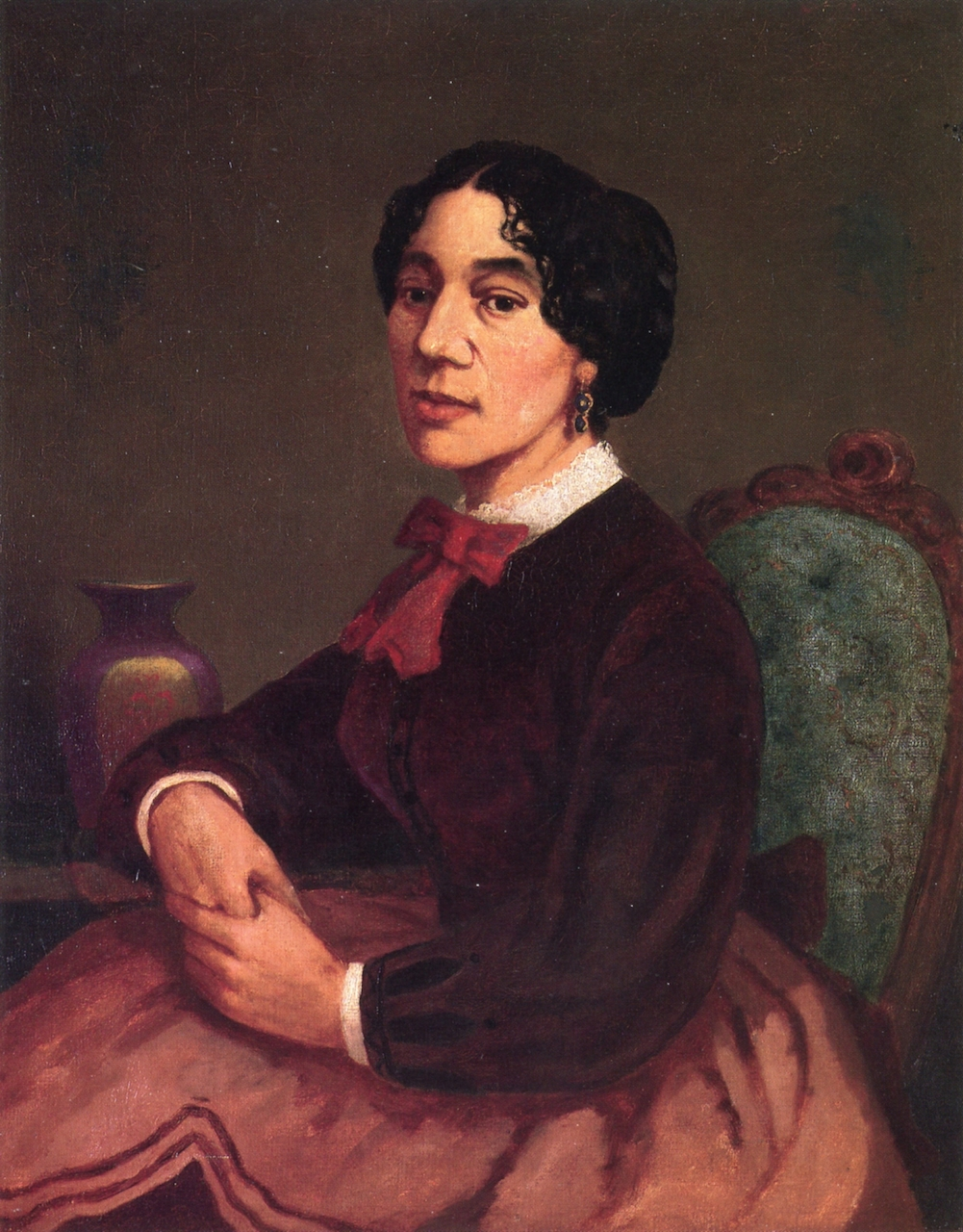
妻クリスティアナ・カートゥーの肖像
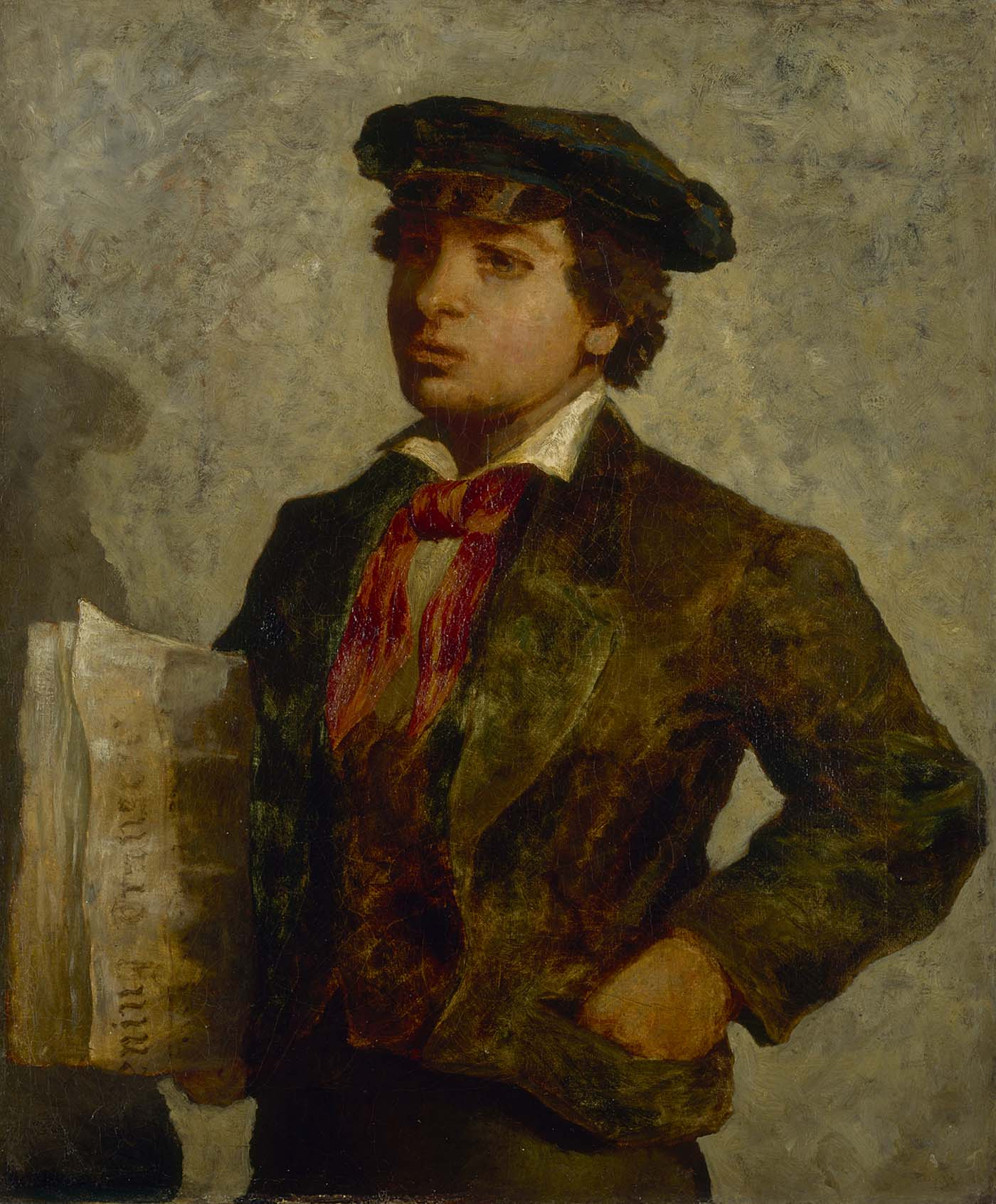
新聞売りの少年 (1983)
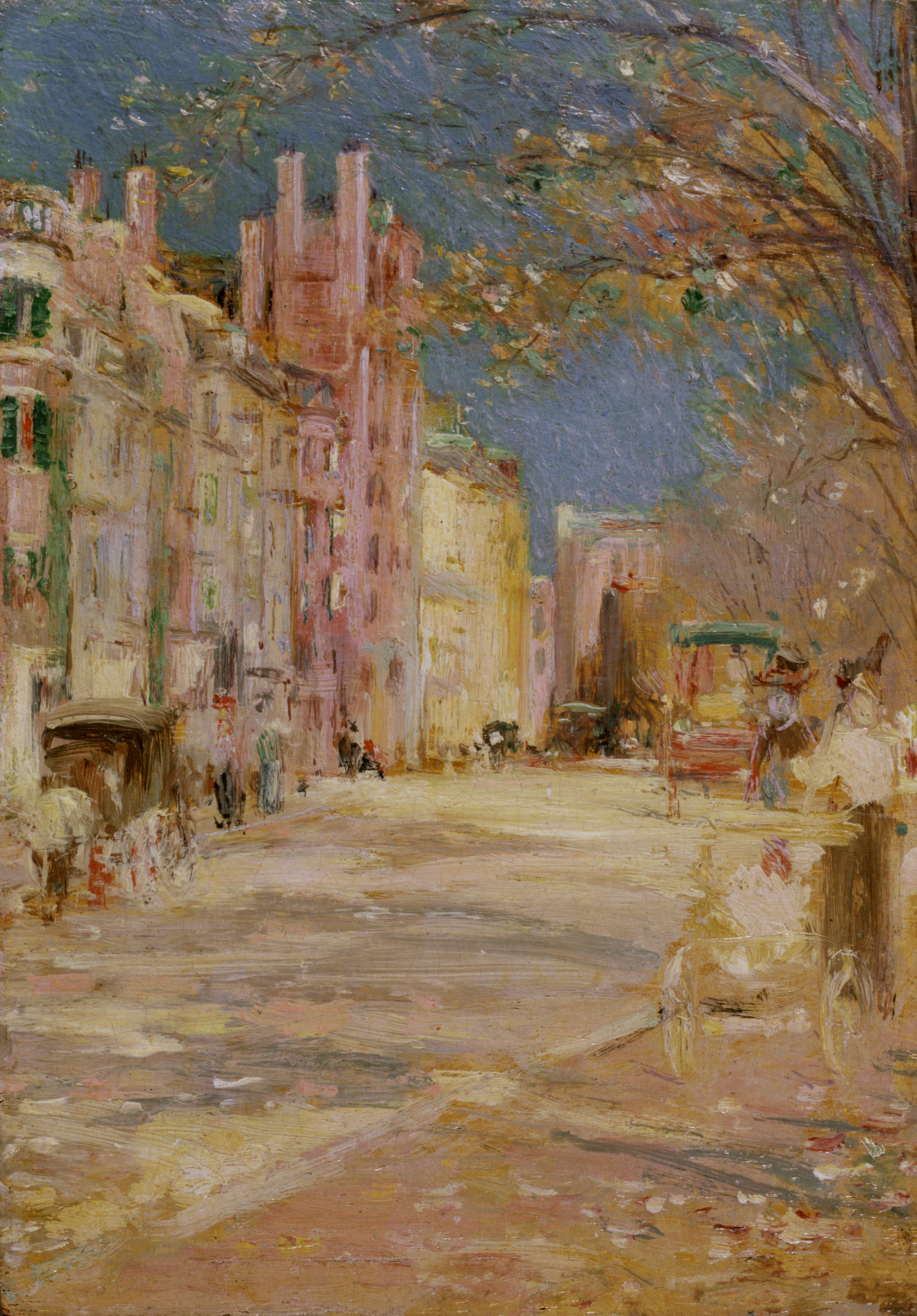
ボストンの通り(1893/1895)
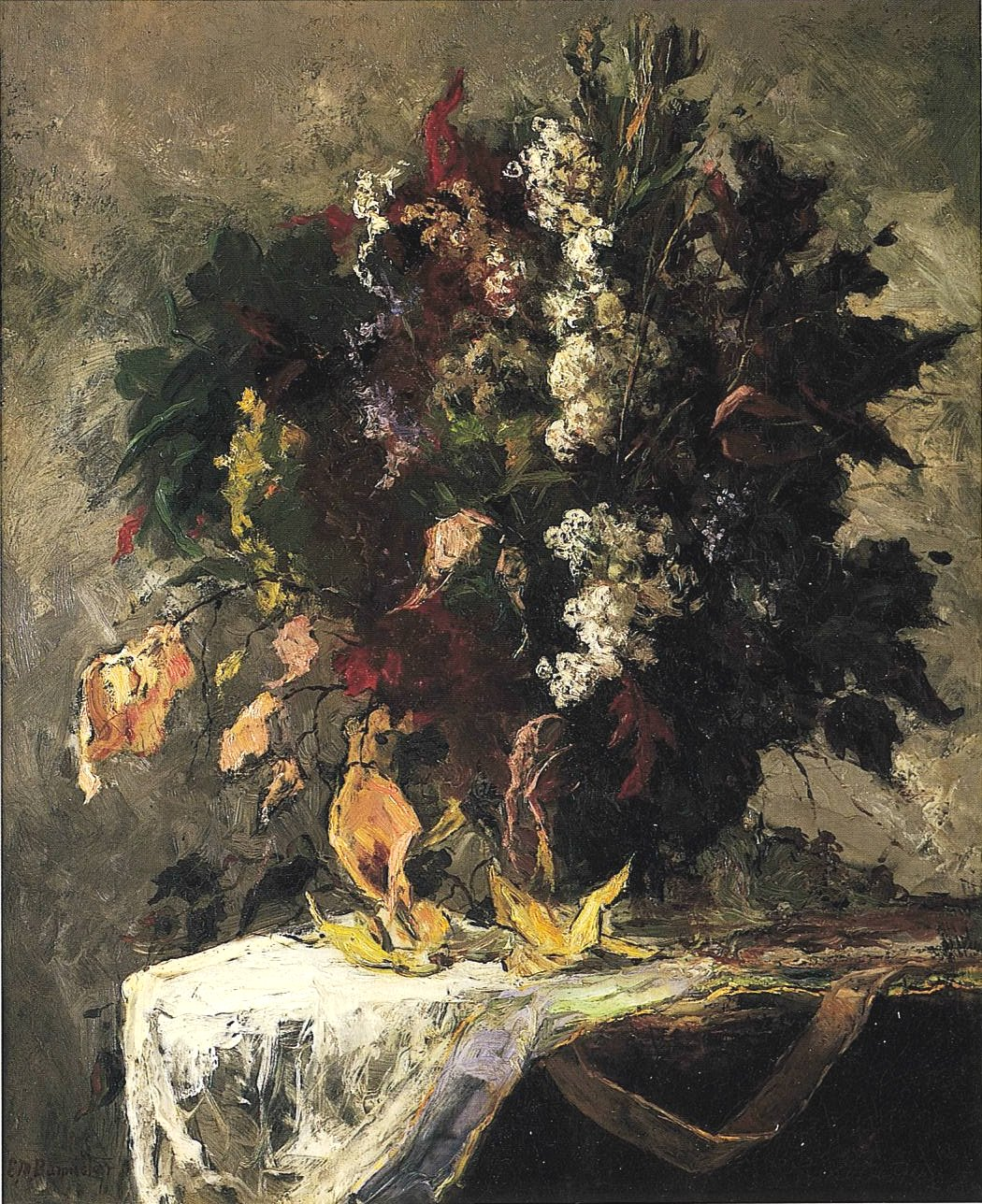
静物画

## 関連図書
- Edward M. Bannister: A Centennial Retrospective. Newport, R.I.: Roger King Gallery of Fine Art. 2001. OCLC 49568395.
- Bearden, Romare; Henderson, Harry (1993). A History of African American Artists from 1792 to the Present. Pantheon. ISBN 9780394570167. OCLC 799475571.
- Driskell, David C. (1976). Two centuries of Black American art. Los Angeles County Museum of Art. ISBN 9780394408873. OCLC 2318292.
- Hartigan, Lynda Roscoe (1985). Sharing Traditions: 5 Black Artists in 19th-Century America. Washington, DC: Smithsonian Institution. pp. 69–82. OCLC 28282837.
- Perry, Regenia A. (1992). Free Within Ourselves: African American Artists in the Collection of the National Museum of  American Art. Smithsonian. pp. 23–27. ISBN 9781566400725. OCLC 496560713.
- Van Siclen, Bill (November 1, 2001). "The Varied Landscape of Edward Bannister's Career". The Providence Journal.